# Black Widow (band)
 For alternative betydninger, se Black Widow. (Se også artikler, som begynder med Black Widow)
Black Widow var et progressiv rock/hård rock-band, som blev dannet i Leicester, England in september 1969. Bandet var bedst kendt for deres tidlige brug af sataniske og okkulte temaer i deres musik og liveshows – 20 år før genren black metal kom frem. Bandet blev ofte forvekslet med det bedre kendte heavy metal-band Black Sabbath, men de var kun overfladisk ens.

## Diskografi

### Album
- Exclamation Mark (1969) (som Pesky Gee!)
- Sacrifice (1970 CBS Records)
- Black Widow (1971 CBS Records)
- III (1972 CBS Records)

### Album efter opløsningen
- IV (1997 Mystic Records), indspillet i 1972
- Return To The Sabbat (1998 Mystic Records)
- Demons Of The Night Gather To See Black Widow – Live cd/dvd (2008 Mystic Records)

### Singles
- "Come to the Sabbat" b/w "Way to Power" (1970 CBS Records)
- "Wish You Would" b/w "Accident" (1971 CBS Records)

### Opsamling/Genudgivelse
- Return to the Sabbat (2001 Black Widow Records)
- Come to the Sabbat – Anthology (2003 Sanctuary Records)